# Волдоборо (Мен)
Волдоборо (англ. Waldoboro) — місто (англ. town) в США, в окрузі Лінкольн штату Мен. Населення — 5154 особи (2020).

## Демографія
Згідно з переписом 2010 року, у місті мешкало 5075 осіб у 2171 домогосподарстві у складі 1364 родин. Було 2651 помешкання
Расовий склад населення:
| - 97,4 % — білих - 0,5 % — корінних американців - 0,4 % — чорних або афроамериканців - 0,4 % — азіатів |

До двох чи більше рас належало 1,1 %. Частка іспаномовних становила 1,0 % від усіх жителів.
За віковим діапазоном населення розподілялося таким чином: 21,8 % — особи молодші 18 років, 60,7 % — особи у віці 18—64 років, 17,5 % — особи у віці 65 років та старші. Медіана віку мешканця становила 43,5 року. На 100 осіб жіночої статі у місті припадало 97,4 чоловіків;  на 100 жінок у віці від 18 років та старших — 92,1 чоловіків також старших 18 років.
Середній дохід на одне домашнє господарство  становив 56 492 долари США (медіана — 40 045), а середній дохід на одну сім'ю — 75 955 доларів (медіана — 73 705). Медіана доходів становила 41 777 доларів для чоловіків та 40 029 доларів для жінок. За межею бідності перебувало 17,1 % осіб, у тому числі 18,9 % дітей у віці до 18 років та 17,1 % осіб у віці 65 років та старших.
Цивільне працевлаштоване населення становило 2573 особи. Основні галузі зайнятості: освіта, охорона здоров'я та соціальна допомога — 29,5 %, виробництво — 12,6 %, роздрібна торгівля — 11,1 %.